# Orogenesi famatiniana

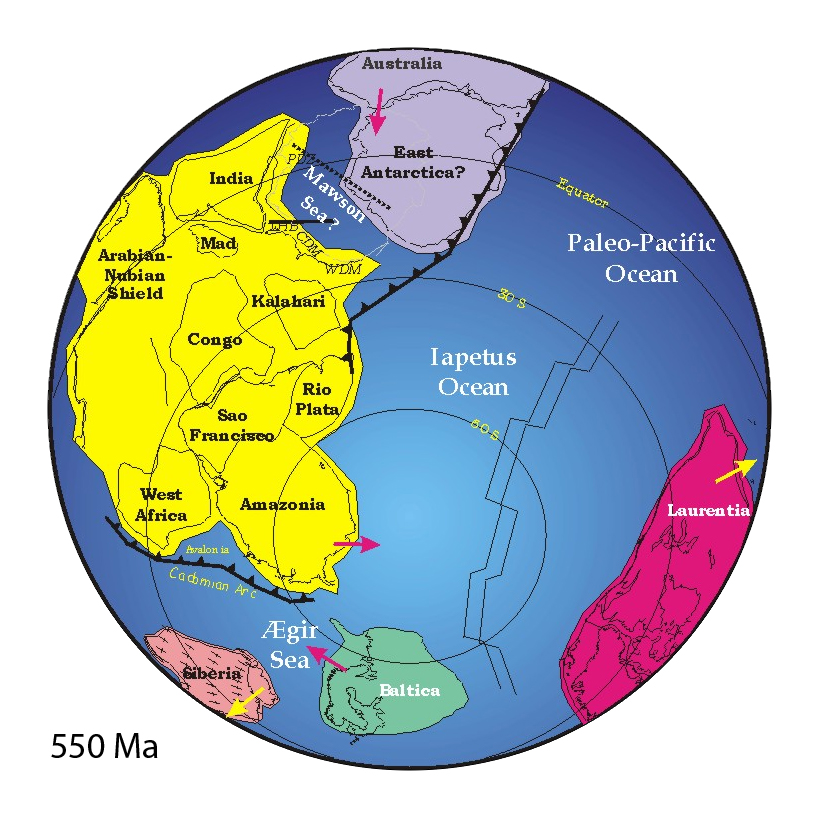
Paleografia della Gondwana (in giallo) e Laurentia (in rosso) circa 550 milioni di anni fa prima dell'orogenesi famatiniana, che si sviluppò vicino al bordo destro dell'area marcata Río Plata.

L'orogenesi famatiniana (in lingua spagnola Orogenia de Famatina) è un processo orogenetico susseguente all'orogenesi pampeana e precedente l'orogenesi andina, che ebbe luogo durante il Paleozoico in quella che oggi è la parte occidentale del Sud America dando luogo alla formazione dell'orogene famatiniano, conosciuto anche come  cintura famatiniana.
L'orogenesi famatiniana durò dal tardo Cambriano fino almeno al Devoniano superiore e forse al Carbonifero inferiore; l'attività orogenetica raggiunse il suo picco tra 490 e 460 milioni di anni fa.
Il processo orogenetico coinvolse il metamorfismo e la deformazione della crosta terrestre, l'eruzione e intrusione di magma lungo l'arco magmatico famatiniano che portò alla formazione di una catena di vulcani.
Le rocce magmatiche dell'arco famatiniano sono di natura calcalcalina e includono gabbro, tonalite e granodiorite. Le rocce più giovani sono di granito.

### Annotazioni
1. ↑  Le coordinate geografiche si riferiscono alla posizione attuale e non alla disposizione dei continenti all'epoca dell'orogenesi

### Fonti
1. 1 2   Patricia Alvarado, Brígida Castro de Machuca e Susan Beck, Comparative seismic and petrographic crustal study between the Western and Eastern Sierras Pampeanas region (31ºS) (PDF), in Revista de la Asociación Geológica Argentina, vol. 60, n. 4, 2005,  pp. 787-796.
2. ↑   Pablo Diego González, Ana María Sato, Miguel A.S. Basei, Silvio R.F. Vlach e Jorge Llambías, Structure, metamorphism and age of the Pampean-Famatinian orogenies in the western Sierra de San Luis (PDF), Actas XV Congreso Geológico Argentino, 2002. URL consultato il 18 settembre 2015.